# コンベア モデル48
コンベア モデル48 チャージャー
- 用途：軽攻撃機、観測機
- 製造者：コンベア
- 初飛行：1964年11月25日
- 生産数：1機
- 運用状況：試作のみ

コンベア モデル48 チャージャー（Convair Model 48 Charger）は、1960年代にアメリカ合衆国で専用COIN機の要求に応じて開発された軽地上攻撃機、観測機の試作機である。本機は、2基のターボプロップエンジンを装備した双胴式の複座機であり、競作で勝者となったロックウェル OV-10と同様の機体レイアウトを有していた。一機のみが製作された。

## 設計と開発
1959年に米海兵隊の2名の将校が軽々海兵隊攻撃機（Light Light Marine Attack Aircraft：L2VMA）という名称で知られる、前線近くの道路から運用でき、海兵隊への近接支援を行う能力のある、小型で安価な航空機のコンセプトを案出した。米陸軍も、同種の機体に興味を抱いていたこともあり、この手の機種への関心が高まった。ジェネラル・ダイナミクス社のコンベア部門は、1961年に対反乱作戦用航空機の研究を開始した。1963年に軽武装偵察機（Light Armed Reconnaissance Aircraft：LARA）に対する様々な要求仕様が3つの役務に絞られ、米海兵隊と米陸軍での使用ばかりでなくCOIN機と前線航空管制（FAC）任務に使用する米空軍や輸出も視野に入れた機体となった。
この要求仕様には、1964年3月にモデル48 チャージャーを提出するコンベアを含む9社のメーカーから応募があった。モデル48は、機首、後部胴体、翼端がグラスファイバー製で、その他が主にアルミニウム製構造の双胴式単葉機で、首車輪式の引き込み式降着装置を備えていた。プラット・アンド・ホイットニー・カナダ PT6 ターボプロップエンジン（軍用名称：T-74）で3枚プロペラを駆動し、主翼長は、離着陸距離短縮のためプロペラ後流を整流して推力偏向の機能を果たす全幅に渡る後縁のスロテッド・フラップとエンジン内側の前縁スラットの効果を上げるために全体がプロペラ圏内の中に入る程の比較的短い（27ft 6in（8.38m）ものであった。外翼後縁の2重のフラップは低速時にスポイラーにより補助されてエルロンとして機能した。テールブーム先端の垂直尾翼には全浮動式水平尾翼が取り付けられ、その翼幅は左右テールブームの間隔よりも長いもの（20ft（6.1m）であった。
操縦士と観測員はスライド式キャノピーで覆われ、後部胴体には2,000lb（910kg）分の貨物を搭載可能な、ヒンジで開く後端を備えた貨物室を有していた。搭載可能な貨物の中にはPT-6 エンジンを丸ごと1基や非常に窮屈な状態での5名の空挺兵が含まれ、観測員席を使用すれば6人目の空挺兵を搭乗させることもできた。4丁の7.62mm機関銃が胴体側面のポッド内に装備され、その他に主翼下面と胴体下のハードポイントを使用して爆弾、ロケット弾、ガンポッドなどの2,000lb（910kg）分の外部搭載能力があった。水陸両用任務の要求仕様に合致するように2個の大型フロートを取り付けることも可能であった。

## 運用の歴史
コンベアは、LARA競作の選定結果が発表される以前にプライベートベンチャーとして試作機の製作を開始した。1964年8月に米海軍はLARA競作でノースアメリカン社のNA-300（後にOV-10 ブロンコとなる）を選定したと発表したが、米陸軍と米海兵隊はチャージャーを好み、海軍の決定に抗したことでコンベアは試作機の製作を続行し、この機体は1964年11月25日に初飛行を行った。初期の飛行テストの後、チャージャーは、低速での操縦性を改善するために主翼長の延長と尾翼に改修を受けた。チャージャーは、通常のペイロードを搭載した状態で高度50ft（15m）越えに485ft（148m）の離陸距離という優れた短距離離性能を示した。この値は、LARAの要求仕様である800ft（244m）とOV-10 ブロンコの値よりも優れたものであった。
チャージャーは、100時間の合同テスト飛行にかけられることになり、試作機は海軍、海兵隊、陸軍、空軍の各代表により操縦されることになった。発注がされた場合は量産機は完全な複式操縦装置を備えるより高さのある長い胴体を与えられる計画であった。この試作機は、1965年10月19日の196回目のテスト飛行中に墜落した。この事故は、米海軍のテストパイロットの操縦ミスによるものであったが、以降の開発は破棄された。

## 要目 （長翼型）
General Dynamics Aircraft and their Predecessors より
- 乗員：2名
- 搭載量：貨物室に兵員6名[8]
- 全長：10.62m（34ft 10in）
- 全幅：9.1758m（30ft 1.25in）
- 全高：4.14m（13ft 7in）
- 翼面積：20.1m2（216ft2）
- 空虚重量：2,022kg（4,457lb）
- 全備重量：4,745kg（10,460lb）
- 燃料搭載重量：977L（258ガロン）機内[8]
- エンジン：2×プラット・アンド・ホイットニー・カナダ T74-CP-8/10 ターボプロップエンジン、650hp（480kW）
- プロペラ：ハミルトン・スタンダード製 3枚ブレード 直径2.59m（8ft 6in）
- 最大速度：513km/h（319mph, 277ノット）
- 航続距離：4,828km/h（3,000mi, 2,607nmi）
- 巡航高度：6,492m（21,300ft）
- 離陸距離（高度15m越え）：152m（500ft）以下[8]
- 着陸距離（高度15mから）：152m（500ft）以下[8]
- 武装：
  - 機銃：
    - 4×0.30in（7.62mm）機関銃

  - ハードポイント：5箇所 合計910kg（2,000lb）